# Costantino Galeazzo
Costantino Galeazzo (ur. 18 sierpnia 19??) – włoski kulturysta, z zawodu trener osobisty.

## Warunki fizyczne
- wzrost: 183 cm
- waga: ~ 120 kg

## Wybrane osiągnięcia
- 1999:
  - World Championships − federacja WABBA, kategoria Extra-Tall − II m-ce
- 2000:
  - World Championships − fed. WABBA, kat. Extra-Tall − I m-ce
  - MLO Classic − fed. ?, kat. Open − II m-ce
- 2002:
  - Mr Universe − fed. NABBA, kat. Tall − I m-ce
  - Mr Universe − fed. NABBA − całkowity zwycięzca
  - Universe Pro − fed. NABBA − III m-ce
- 2008:
  - World Amateur Championships − fed. IFBB, kat. ciężka zawodników powyżej 40. roku życia − VI m-ce
  - World Amateur Championships − fed. IFBB, kat. superciężka − XII m-ce
- 2009:
  - Arnold Amateur − fed. IFBB, kat. superciężka − X m-ce
  - World Amateur Championships − fed. IFBB, kat. superciężka − V m-ce